# Macrotera pipiyolin
Macrotera pipiyolin là một loài Hymenoptera trong họ Andrenidae. Loài này được Snelling & Danforth mô tả khoa học năm 1992.